# Haifa (film)
Haifa (in arabo: حَيْفَا) è un film del 1996 diretto da Rashid Masharawi.
Fu presentato in anteprima mondiale al Festival di Cannes 1996, dove concorse per il miglior film nella sezione Un Certain Regard.
Il film si presenta come un dramma corale dal carattere sociopolitico e intende rivelare i vari modi in cui gli accordi di Oslo furono percepiti dai palestinesi residenti in un piccolo villaggio sulla Striscia di Gaza.

## Trama
In un campo-profughi di Gaza vive un uomo mezzo matto che tutti chiamano Haifa, dal nome della sua amata città natale che fu costretto ad abbandonare durante la Nakba del 1948. Haifa entra ed esce di continuo dal villaggio, sa tutto di tutti e poiché è considerato fuori di testa lui solo può permettersi di dire la verità. Fra gli amici di Haifa c'è l'ex-poliziotto Abu Said. Abu Said è uno dei tanti nel villaggio ad appoggiare le scelte di Yasser Arafat e sul futuro della politica è ottimista. Sua moglie, Oum Said, è una donna ansiosa e spolicizzata. Sta aspettando che il figlio primogenito esca di prigione e nel frattempo gli cerca una moglie. Il fratello di Said, Siad, è disoccupato, cinico, e animato da sentimenti di ribellione, condivisi dagli altri giovani del villaggio. Poi c'è Sabah, la sorellina dodicenne, che sogna un futuro romantico.

## Produzione
Il film fu girato subito dopo gli accordi di pace del 1995 fra Arafat e Yitzhak Rabin. Fu finanziato da una casa di produzione olandese, la Argus Film. Si tratta del secondo lungometraggio narrativo di Rashid Masharawi, regista palestinese nato nel campo-profughi Al Shati, sulla Striscia di Gaza. Attraverso questo film, scritto all'età di 34 anni, il regista intende raccontare gli avvenimenti che hanno portato alla storica stretta di mano tra Arafat e Rabin.

## Riconoscimenti
- 1996: Festival di Cannes – Candidatura al miglior film sezione Un Certain Regard
- 1996: MedFilm Festival – Migliore creazione artistica
- 1996: Giornate cinematografiche di Cartagine – Medaglia di bronzo al miglior film
- 1996: Cairo International Film Festival – Miglior film arabo
- 1996: Jerusalem Film Festival – Miglior film straniero
- 1996: Valencia International Film Festival – Miglior attore a Mohammad Bakri[3]